# Painshill Park
Painshill Park ist ein historischer Garten in der Nähe von Cobham (Surrey, England). Charles Hamilton gestaltete ihn in der Zeit von 1738 bis 1773. Es handelte sich um eine der ersten Anlagen im Stil der Englischen Landschaftsgärten. Er wurde zum Vorbild für zahlreiche Parks in Europa. Nach dem Tod Hamiltons wurde der Garten vernachlässigt und teilweise aufgegeben. Ab 1980 begann der Painshill Park Trust mit einer Restaurierung.

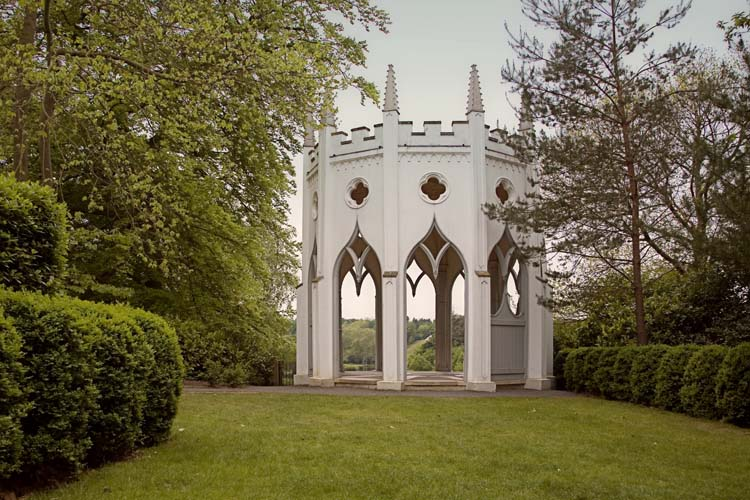
Gotischer Tempel

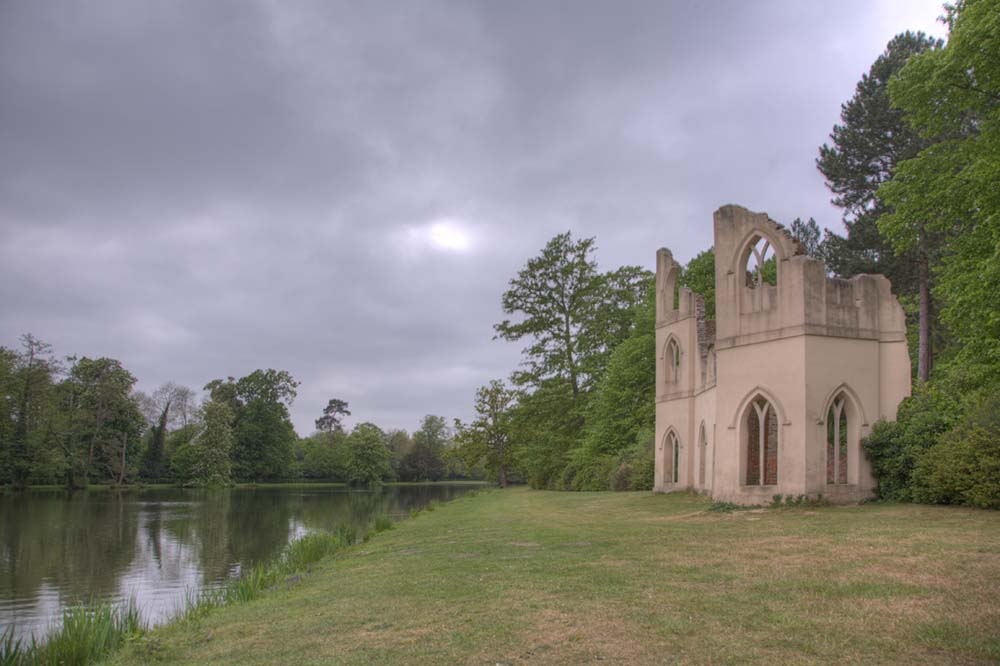
Künstliche Ruine der Abtei

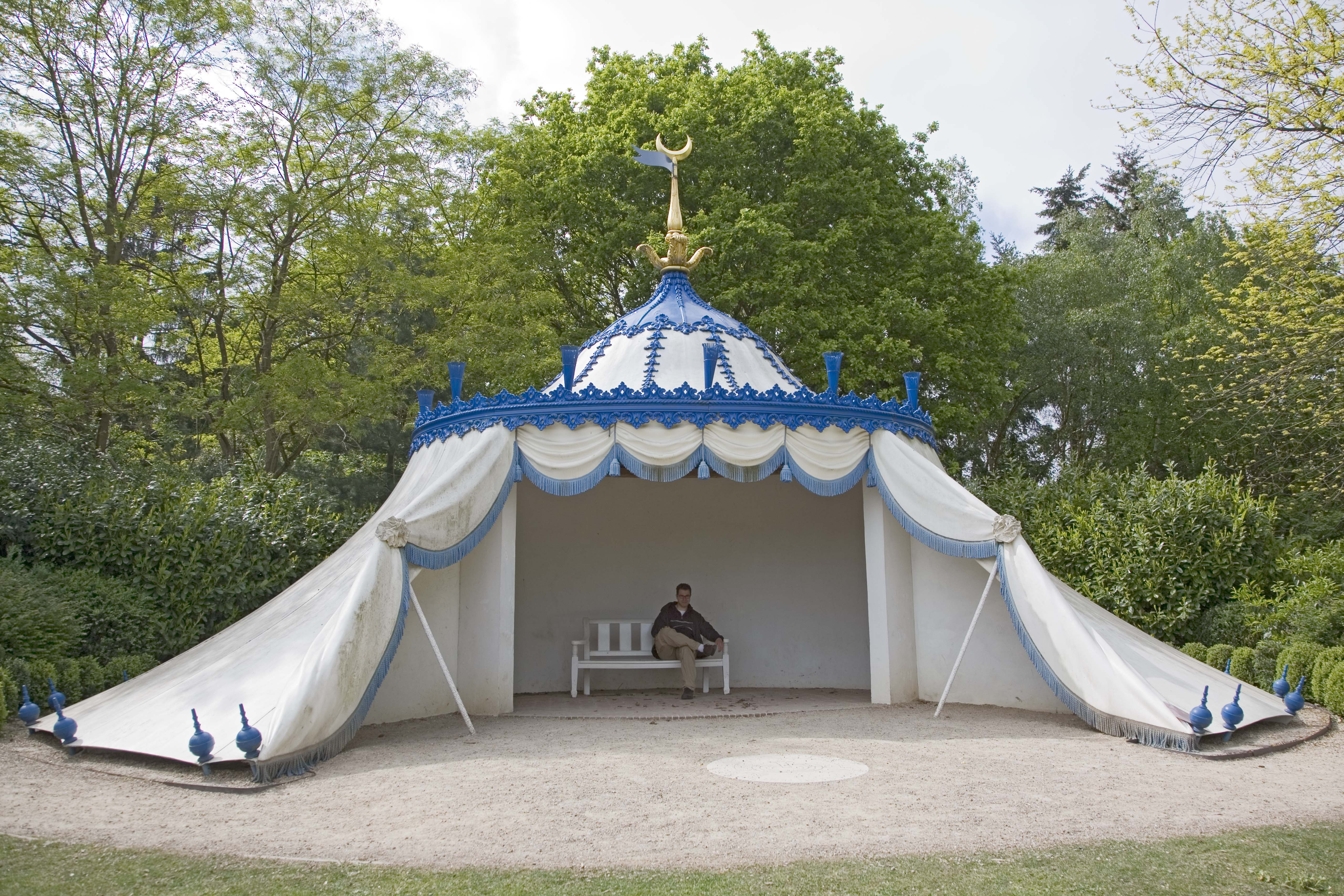
„Türkisches Zelt“

## Geschichte
Die Entstehung von Painshill Park ist eng verknüpft mit der Lebensgeschichte von Charles Hamilton. Er hatte 1732 Italien bereist, Rom besucht und dort zahlreiche Gemälde und antike Skulpturen erworben. Ab 1738 begann er seine Kunstsinnigkeit und seine Vorliebe für die Antike mit der Gestaltung eines zeitgenössisch neuartigen Gartentyps, dem Landschaftsgarten, in die Praxis umzusetzen. Auf einem Gelände von fünfzig später achtzig Hektar – gepachtet und durch Zukäufe vergrößert – bestehend aus Heide- und Waldland entstand nach und nach eine malerische Parklandschaft. Hamilton entwickelte sich dabei von einem gärtnerischen Amateur zu einem geschickten und einfallsreichen Landschaftsarchitekten, dem die Fachleute seiner Zeit Lob und Anerkennung aussprachen. Die Finanzierung seines Vorhabens erfolgte durch umfangreiche Verschuldung: Einer seiner Geldgeber war der Bankier Henry Hoare d. J., der in der Folgezeit mit Stourhead selbst einen berühmten Landschaftspark anlegte.
Das langgestreckte Grundstück (etwa 1,5 Kilometer) wurde durch die Schaffung eines künstlichen Sees vollständig verändert. Das Wasser wurde mittels eines Schöpfrades aus dem südlich verlaufenden Fluss Mole gefördert. Der Bau von Brücken, die die entstandenen Inseln verbanden, und zahlreicher Gartenstaffagen brachte Hamilton in finanzielle Schwierigkeiten, die auch durch die Einnahmen einer eiligst errichteten Fliesen-Manufaktur nicht behoben werden konnten. Hamilton, zusätzlich von gesundheitlichen Problemen geplagt, war daher 1773 gezwungen, das gesamte Anwesen zu verkaufen.
Unter den nachfolgenden Eigentümern fiel der Park der Vernachlässigung anheim. 1948 wurden Teile zur land- und forstwirtschaftlichen Nutzung verkauft. Aufgrund öffentlichen Drucks in den 1970er Jahren erwarb das Elmbridge Borrough Council etwa 65 Hektar des Geländes und veranlasste 1980 die Gründung des Painshill Park Trust, der sich seitdem der Wiederherstellung des Gartens widmet.

## Gestalt und Ausstattung
Der künstliche, etwa acht Hektar umfassende See (um 1760) bildet den zentralen Bereich der Gartenanlage. In die ihn umgebende, leicht gewellte Landschaft wurden von Hamilton mit großem Einfühlungsvermögen verschiedene Landschaftsinszenierungen eingefügt; es entstanden malerische Schauplätze recht unterschiedlicher Stimmung. So gab der Antike entlehnte Szenen mit einem Temple of Bacchus („Tempel des Bacchus“, unter Mitwirkung von Robert Adams) in einer farbenfrohen Umgebung, ein römisches Mausoleum dagegen in einer rauen und tristen Landschaft. Einer wiederum anderen Gefühlslage entsprach eine rustikale Einsiedelei (zerstört), die in einem düsteren Waldbereich lag. Die Einsiedelei wurde 2004 nach historischen Zeichnungen rekonstruiert, in ihr diente einst ein Schmuckeremit als pittoreske Sehenswürdigkeit.
Zu den zahlreichen Gartengebäuden und follies zählten ein Pavillon und ein Turm, beide im neogotischen Stil. Der Turm (vor 1760) diente als Aussichtspunkt. Ein „türkisches Zelt“ entsprach dem zeitgenössischen Geschmack für Exotismen (1772, Henry Keene zugeschrieben, etwas versetzt wiederhergestellt). Am Ufer des Sees befand sich eine künstliche Ruine, die eine Abtei darstellte (um 1770, restauriert). Ein extravagantes Meisterstück gelang Hamilton mit der Schaffung einer Grotte (1765, von Joseph Lane), die er an einer Ecke einer Insel erbauen ließ. Ihr Inneres war höhlenartig gestaltet und besaß außer dem Hauptraum Wasserfälle und Nebenräume. Die Wände waren mit mineralischen Kristallen versehen, die das von der Wasseroberfläche des Sees einfallende Tageslicht glitzernd reflektierten (schwer beschädigt, restauriert).
Die Pflanzenausstattung von Painshill Park umfasste eine große Zahl fremdländischer Gewächse sowie Koniferen aus Nordamerika. Die Pflanzen unterstrichen den pittoresken Charakter des Gartens.

## Gartengeschichtliche Einordnung
Bereits zeitgenössische Besucher (unter anderem Horace Walpole, William Gilpin, Thomas Whately und Thomas Jefferson) ließen sich durch Painshill Park begeistern. Hamiltons Schöpfung zählt gemeinsam mit Stowe House und Stourhead zu den Prototypen des englischen Landschaftsgartens. Die illusionsreich inszenierten Landschaftsausschnitte wurden Vorbild für zahlreiche spätere Gärten, so in Ermenonville und Wörlitz.
Hamilton beriet unter anderem Henry Hoare d. J., Henry Fox (Holland Park) und wahrscheinlich William Beckford (Fonthill Abbey). Seine Ideen beeinflussten die Entwicklung des „freien“, der Natur nachempfundenen englischen Gartenstils maßgebend und wirken bis heute fort. Hamiltons Meisterschaft, Gefühle und Stimmungen in einer harmonischen Landschaftsinszenierung auszudrücken, wurde nur selten wieder erreicht.